# التاریخ فی اخبار ولاة خراسان
التاریخ فی اخبار ولاة خراسان اثر ابوعلی سلّامی از تاریخ‌های معروف عهد سامانیان است که از بین رفته‌است. گردیزی از این کتاب در زین‌الاخبار بهره برده‌است. به‌درستی روشن نیست این کتاب اثری جداگانه یا عنوانی دیگر برای آثار مشابه بوده‌است. احتمالاً ابن اثیر در نگارش الکامل فی التاریخ نیز از این کتاب بهره گرفته‌است.